# Пи Шуши, Игнатий
Игнатий Пи Шуши (1 февраля 1897 год, Халин, Китай — 16 мая 1978 год, Шэньян, Китай) — католический прелат, первый архиепископ Шэньяна с 26 июля 1949 года по 16 мая 1978 год.

## Биография
1 июля 1928 года был рукоположён в священники.
26 июля 1949 года Римский папа Пий XII назначил Игнатия Пи Шуши архиепископом Шэньяна. 11 октября 1949 года состоялось рукоположение Игантия Пи Шуши, которое совершил кардинал Антонио Рибери в сослужении с кардиналом Игнатием Гуном Пиньмэем и епископом Хаймэня Симоном Чжу Кайминем.
Скончался 16 мая 1978 года в Шэньяне.